# Pierre Kompany
Pour les articles homonymes, voir Kompany.
Pierre Kompany, né le 8 septembre 1947 à Costermansville (actuellement Bukavu) au Congo belge est un homme politique belge bruxellois, membre du parti Les Engagés. Il est le père du joueur de football Vincent Kompany, et le premier bourgmestre noir de l'histoire de Belgique.

## Biographie
Né au Congo belge en 1947, il était attaquant dans l'équipe de football TP Mazembe.
En 1975, il déménage en Belgique comme réfugié politique et s'installe à Bruxelles, où il suit des études d'ingénieur industriel mécanique, option aéronautique, à l'Institut supérieur industriel de Bruxelles (en abrégé ISIB) en 1988. En 2021, il est fait docteur honoris causa de la Vrije Universiteit Brussel. 
Il devient politiquement actif au PS, et devient ensuite membre du CDH et, pour ce parti, il a été élu membre du Parlement de Bruxelles en 2014.
Lors des élections communales de 2018, Pierre Kompany obtient 1 327 votes de préférence et est désigné bourgmestre de Ganshoren, devenant le premier noir à exercer cette fonction en Belgique. Il prête serment le 29 novembre 2018.
Il occupe la présidence par intérim du Parlement bruxellois ainsi que du Parlement francophone bruxellois au début de la législature 2019-2024 avant d'être remplacé respectivement par Rachid Madrane (PS) et Magali Plovie (Ecolo).
Il est élu député à la Chambre des représentants à la suite des élections législatives fédérales belges de 2024.

## Fonctions politiques
- Député fédéral (2024)
- Membre du parlement de la région de Bruxelles-Capitale depuis le 10 juin 2014
- Conseiller communal à Ganshoren
- Échevin à Ganshoren
- Bourgmestre de Ganshoren (2018-2022)[6]

## Décoration
- Chevalier de l'ordre de Léopold (2024)[7].